# St. Louis Bombers Rugby Football Club
Maillots
Actualités
Le St. Louis Bombers RFC est un club de rugby à XV des États-Unis ayant participé à l'U.S. Rugby Super League.  Il est situé à Saint-Louis.

## Historique
Le St. Louis Bombers RFC est créé au printemps 1962. Les Bombers sont le fruit d'une fusion entre les clubs The Old Blacks et des Sisler-Hummel, associations existant depuis les années 40 et 50.  

## Palmarès
- 14 - 1re Division Missouri RFU Championships
- 13 - 2e Division Missouri RFU Championships
- 11 - 3e Division Missouri RFU Championships
- Major League Rugby USA National Champions - 1999
- USA Rugby Western Clubs Champions - 2001, 2003, 2004